# (500192) 2012 GO22
(500192) 2012 GO22 es un asteroide perteneciente al cinturón de asteroides, descubierto el 15 de abril de 2012 por el equipo del Pan-STARRS desde el Observatorio de Haleakala, Hawái, Estados Unidos.

## Designación y nombre
Designado provisionalmente como 2012 GO22.

## Características orbitales
2012 GO22 está situado a una distancia media del Sol de 2,751 ua, pudiendo alejarse hasta 3,300 ua y acercarse hasta 2,203 ua. Su excentricidad es 0,199 y la inclinación orbital 9,324 grados. Emplea 1667,45 días en completar una órbita alrededor del Sol.
Los próximos acercamientos a la órbita de Júpiter se producirán el 14 de septiembre de 2060,  el 27 de septiembre de 2082 y el 9 de enero de 2120, entre otros.

## Características físicas
La magnitud absoluta de 2012 GO22 es 16,9.